# Josef Muller
Josef Muller (ur. 1908, zm. ?) – zbrodniarz nazistowski, członek załogi niemieckiego obozu koncentracyjnego Dachau i SS-Hauptscharführer.
Członek NSDAP, SS (od marca 1932) i Waffen-SS (od września 1933). Od listopada 1934 pełnił służbę w obozie głównym Dachau, kierując między innymi różnego rodzaju warsztatami, w których pracowali więźniowie. W procesie członków załogi Dachau (US vs. Nikolaus Fiedler i inni), który miał miejsce w dniach 22–23 maja 1947 przed amerykańskim Trybunałem Wojskowym w Dachau skazany został na 3 lata pozbawienia wolności za udział w egzekucjach i bicie więźniów.